# Nike-Kraftwerk Ibbenbüren
Das Nike-Kraftwerk Ibbenbüren war ein Kohlekraftwerk der Niedersächsischen Kraftwerke AG (Nike) in Ibbenbüren im Tecklenburger Land, bis diese im Jahre 1924 von der RWE aufgekauft wurde. Sein Standort befand sich wenige Meter nördlich des Bahnhofs Ibbenbüren.

## Geschichte
Das Kraftwerk entstand im Jahre 1912 in einer Bauzeit von neun Monaten und ging zum 1. Januar 1913 mit zwei Turbosätzen je 3 MW ans Netz. Die Ibbenbürener Steinkohlenbergwerke verpflichteten sich, bis zu 50.000 Tonnen Steinkohle jährlich an das Kraftwerk zu liefern. Im April und September ging je ein weiterer Turbosatz mit 3 MW in Betrieb, so dass die Gesamtleistung auf 12 MW stieg. Weitere Turbosätze wurden 1917, 1924 und 1930 installiert, die eine Leistung von 6, 12 und 14 MW bereitstellen konnten. Mit dem Turbosatz 8 der im Jahr 1941 in Betrieb ging und 35 MW produzierte erreichte das Kraftwerk seinen Endausbau mit 67 MW Leistung.
Es besaß zwei Kühltürme und ein markanter Kamin mit Wasserbehälter überragte die Anlage. Die Versorgung mit Wasser leistete schon von 1912 an das Nike-eigene Wasserwerk Brochterbeck. Im Jahre 1922 erfolgte eine Erweiterung des Kraftwerkes; im Jahre 1959 wurde es stillgelegt, da die Technik zwischenzeitlich veraltet war. Als Ersatz war mittlerweile das Ballastkraftwerk Ibbenbüren errichtet worden, das seit 1954 von der Preussag betrieben wurde. Große Teile des Kraftwerks wurden bereits 1962 abgebrochen, einige Werksgebäude sowie das Umspannwerk werden noch genutzt. Das Wasserwerk ging 1966 in den Besitz des Wasserversorgungsverbands Tecklenburger Land über.

### Unfälle
Am 23. August 1921 starben bei einem Unfall drei Mitarbeiter, einer von ihnen war der Betriebsleiter.
Bei einer Inbetriebnahme einer in einer Grube gelegenen Pumpe erstickte der ausführende Mitarbeiter in dort angesammelten giftigen oder stickenden Gasen. Ein weiterer Mitarbeiter sowie der Betriebsleiter starben beim Rettungsversuch. Die Opfer konnten erst durch einen Einsatz der Feuerwehr Osnabrück geborgen werden.